# 周建平 (航天工程专家)
周建平（1957年1月13日—），男，湖南长沙人，在湖南常德完成中小学教育。后任国防科学技术大学航天技术系总工程师。中国航天工程系统设计与技术管理专家，中国人民解放军国防科技大学教授，中国载人航天工程总设计师，中国工程院工程管理学部院士。

## 外部連結
- 第84届大会 (2017) | 頒授學位典禮 | 香港中文大學 （页面存档备份，存于）